# Lytton (Iowa)
Pour les articles homonymes, voir Lytton.
Lytton est une ville des comtés de Sac et Calhoun, en Iowa, aux États-Unis. La ville est incorporée le 21 juillet 1911. Elle est baptisée en l'honneur de l'écrivain britannique Edward Bulwer-Lytton.

## Source de la traduction
- (en) Cet article est partiellement ou en totalité issu de l’article de Wikipédia en anglais intitulé « Lytton, Iowa » (voir la liste des auteurs).